# Hinumanemertes kikuchii
Hinumanemertes kikuchii är en djurart som tillhör fylumet slemmaskar, och som beskrevs av Jirô Iwata 1970. Hinumanemertes kikuchii ingår i släktet Hinumanemertes och familjen Lineidae. Inga underarter finns listade i Catalogue of Life.